# 中兴街道 (南通市)
中兴街道，是中华人民共和国江苏省南通市崇川区下辖的一个乡镇级行政单位。

## 行政区划
中兴街道下辖以下地区：
富新社区、富民社区、永兴社区、星湖社区、民主港社区和东篱社区。